# محاس
محَّاس أو حمامة خضراء (بسبب ألوانها الخضراء) (الاسم العلمي Treron)، جنس من الحمام من الحمامية. أعطانه قارتي آسيا وأفريقيا. أنواعه 29. ملجنها الحياتي جماعي. أفواجها متوسطة العدد. تجوب البلاد في طلب الرزق. قوتها البزور والحبوب وبعض الثمار البرية والحشرات والدويبات. أجسامها شبيهة بحمام الزاجل. مناقيدها مستغلظة. أرساغها كاسية. أثوابها تختلف من الأنواع جميعها حادقة الألوان السفعاء اللماعة.